# Kappenammer

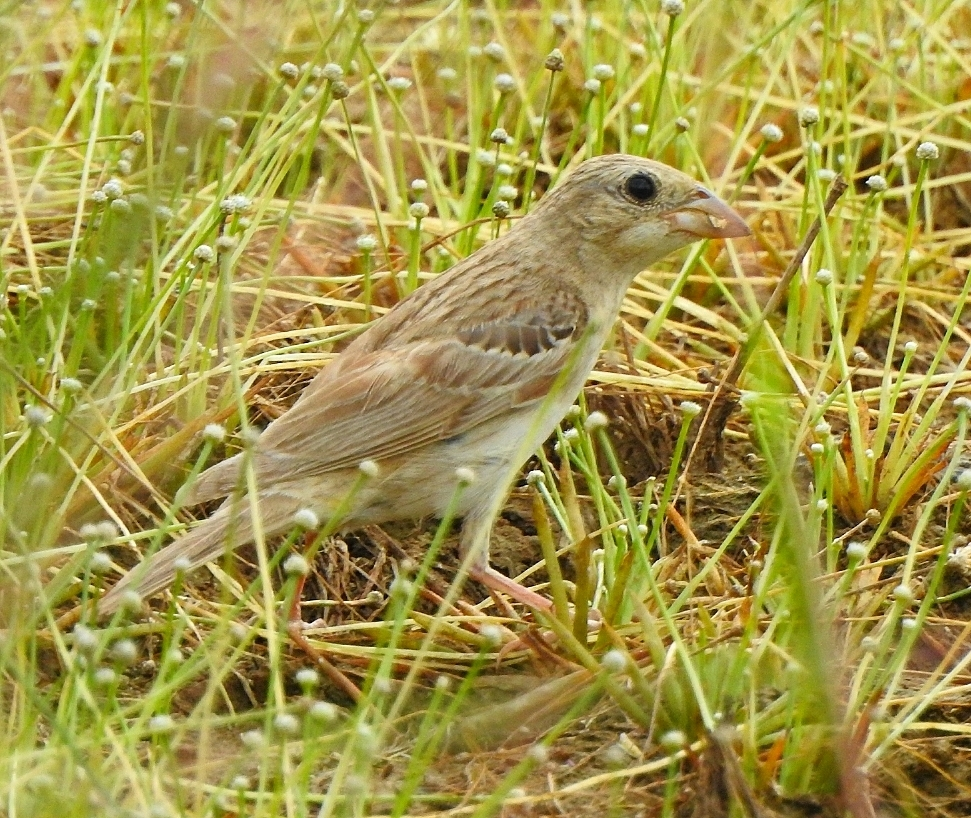
Kappenammer (Emberiza melanocephala), Weibchen

Die Kappenammer (Emberiza melanocephala) ist ein Vogel aus der Familie der Ammern (Emberizidae).
Oft wird auch die Braunkopfammer (E. bruniceps) als Unterart der Kappenammer beschrieben, da die beiden Arten sehr nah miteinander verwandt sind. Die Braunkopfammer kommt in Asien vor, und in Grenzgebieten gibt es oft Vermischungen zwischen beiden Arten.

## Beschreibung
Das Männchen zeichnet sich im Brutkleid durch einen schwarzen Kopf, ein gelbes Brustband und einer gelben, nicht gestreiften Unterseite aus. Der Rücken ist kastanienbraun, und der Schwanz enthält kein Weiß. Im Juni bis Juli durchlebt das Männchen eine Teilmauser, wonach es im Herbst einen braunen Kopf aufweist und dem Weibchen ähnelt. Erst im November bis Dezember kommt es in die Vollmauser, die das Brutkleid wiederherstellt.
Das Weibchen hat einen braunen Kopf und eine mattere, olivbraune Oberseite. Von den Weibchen anderer Ammern unterscheidet es sich durch eine ungestreifte Unterseite. Von der sehr ähnlichen Braunkopfammer ist das Männchen der Kappenammer nur durch die schwarze Kappe zu unterscheiden. Die Weibchen beider Arten sind äußerlich nicht zu unterscheiden. Die Kappenammer ist mit einer Länge von 16,5 cm etwa so groß wie ein Haussperling.

## Verbreitung

Verbreitung der Kappenammer:
Brutgebiete
Überwinterungsgebiete

Die Kappenammer lebt in offenen Standorten mit Baumgruppen und Gebüschen. Man findet sie auch in Olivenhainen oder Gärten.
Sie ist ein Zugvogel und brütet in Südeuropa (Italien über Griechenland bis Türkei) ostwärts bis zum Iran. Sie überwintert in Nordindien.
In Deutschland werden immer wieder Irrgäste gemeldet, die aus südeuropäischen Ländern nach Süddeutschland einfliegen. Die nördlichste deutsche Meldung war eine Sichtung in Wallnau auf der Insel Fehmarn im Jahr 2003. 2017 kam es zum ersten Brutnachweis in Deutschland nahe Rottenburg am Neckar. Dieser Brutplatz lag etwa 550 km nördlich der nächstgelegenen isolierten Brutpopulation in der Lombardei und 550 km nordwestlich des in Slowenien beginnenden geschlossenen Verbreitungsareals. Seit 1960 nehmen Nachweise der Kappenammer nördlich und nordwestlich des Brutgebiets der Art in Europa zu. Seit 2000 kommt es zu einzelnen Bruten in Südungarn und Südostfrankreich.

## Gesang und Nahrung
Die Kappenammer ernährt sich, ganz nach Ammernart, von Sämereien sowie Insekten zum Füttern der Jungen.
Die Rufe klingen wie ein weiches „tschup“, ein lautes „zitt“ und ein tiefes, leises „zih“. Der Gesang ist ein helles „irr irr irr tür-teredüde“.

## Brut

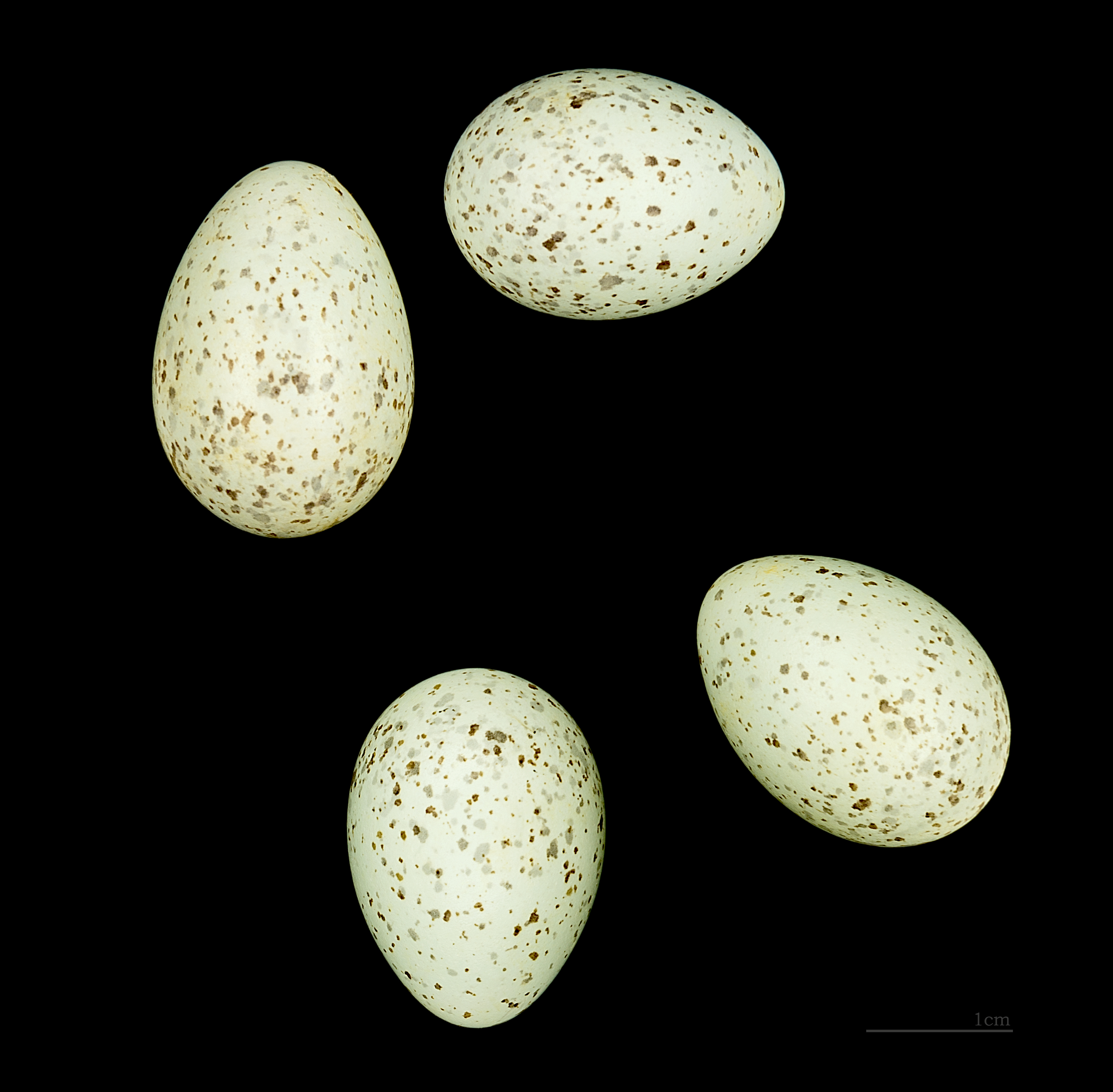
Emberiza melanocephala

Die Kappenammern treffen erst gegen Ende April oder Anfang Mai in den Brutgebieten ein.
Das Nest befindet sich meist wenig erhöht in Büschen oder Dornengestrüpp und besteht aus Halmen und Stängeln. Es wird mit feinem Gras und Haaren gepolstert. Die Brutzeit beginnt Mitte Mai und zieht sich bis Ende Juni, im Jahr gibt es nur eine Brut. Das Weibchen legt 4 bis 5 hellgraue bis braune, etwa 24 mm lange Eier.